# ひとりじゃないのよ
「ひとりじゃないのよ」は、日本のヒップホップMC、KREVAのメジャー2ndシングル。

## 概要
- アルバム『新人クレバ』からの先行シングル。
- この曲のフィーチャリングとして参加しているSONOMIが後に「一人じゃないのよ」としてカバーしている。

## 収録曲
1. ひとりじゃないのよ feat.SONOMI　作詞作曲：KREVA・SONOMI
2. コトバにできない　作詞作曲：KREVA
自身の友人が交通事故に遭った事をきっかけにできた曲[1]。
3. ひとりじゃないのよ Remix
4. ひとりじゃないのよ feat.SONOMI（Instrumental）
5. コトバにできない（Instrumental）
6. ひとりじゃないのよ Remix（Instrumental）

## 収録アルバム
- 新人クレバ（#1　アルバムバージョン）
- クレバのベスト盤（#1）
- KX（#1）

## 収録曲
1. 一人じゃないのよ[4:15]
2. 6 minutes of “S.O.N."[5:58]

## 収録アルバム
- オリジナル『S.O.N』（2005年7月20日）
- オムニバス『KING OF 69★TRIBE』（2006年1月25日）
- ミニ『Everyday』（2007年7月18日）
※Vintage Moderns Version